# لئون داجاکو
لئون داجاکو (انگلیسی: Leon Dajaku؛ زادهٔ ۱۲ آوریل ۲۰۰۱) بازیکن فوتبال اهل آلمان است که در پست مهاجم بازی می‌کند.
از باشگاه‌هایی که در آن بازی کرده‌است می‌توان به باشگاه فوتبال بایرن مونیخ ۲ و باشگاه فوتبال اشتوتگارت و باشگاه فوتبال ساندرلند اشاره کرد.
وی همچنین در تیم‌های ملی فوتبال جوانان آلمان، جوانان آلمان، و جوانان آلمان بازی کرده‌است.